# Toaleta kompostująca

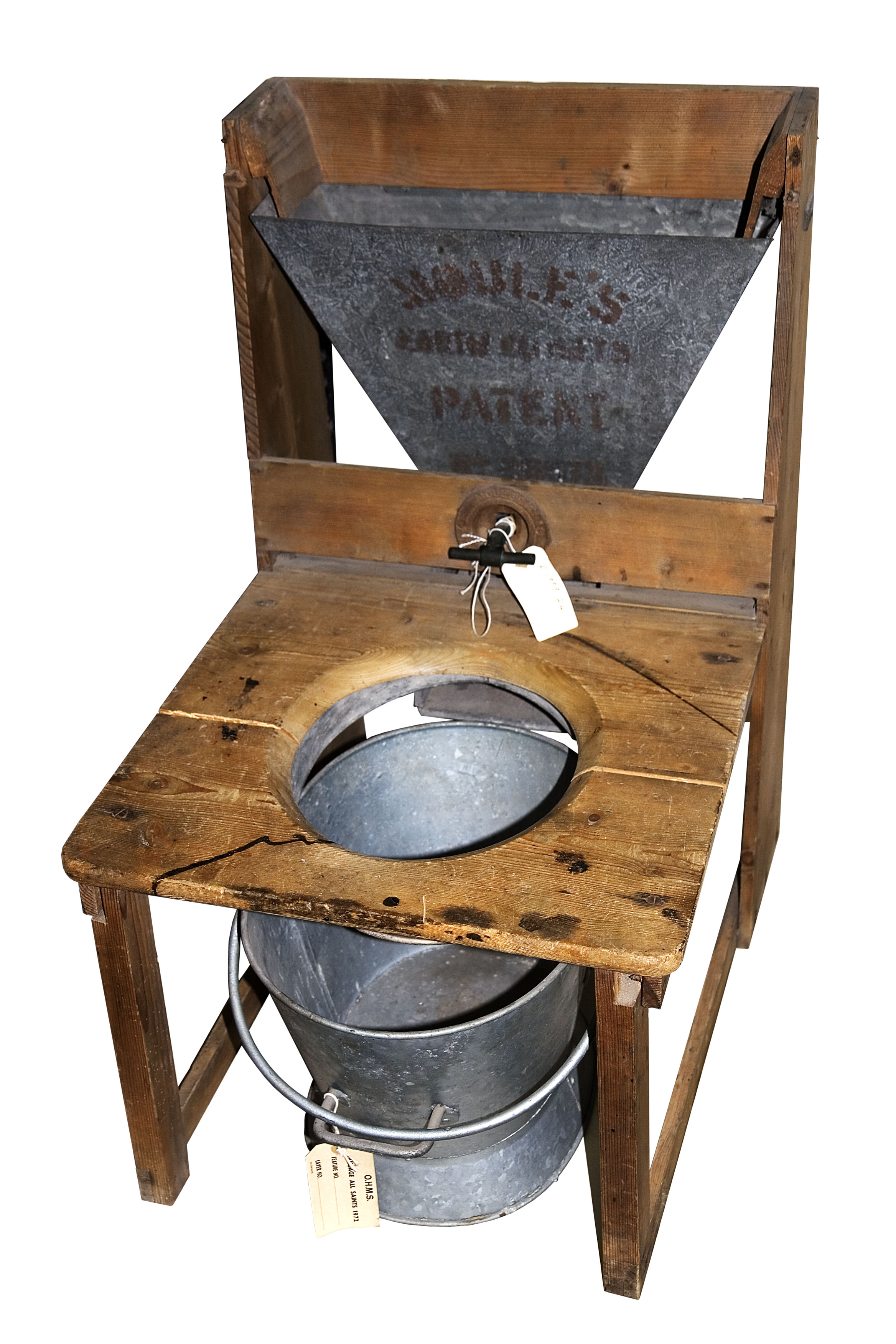
Toaleta ziemna Henry'ego Moule'a z około 1875 r.

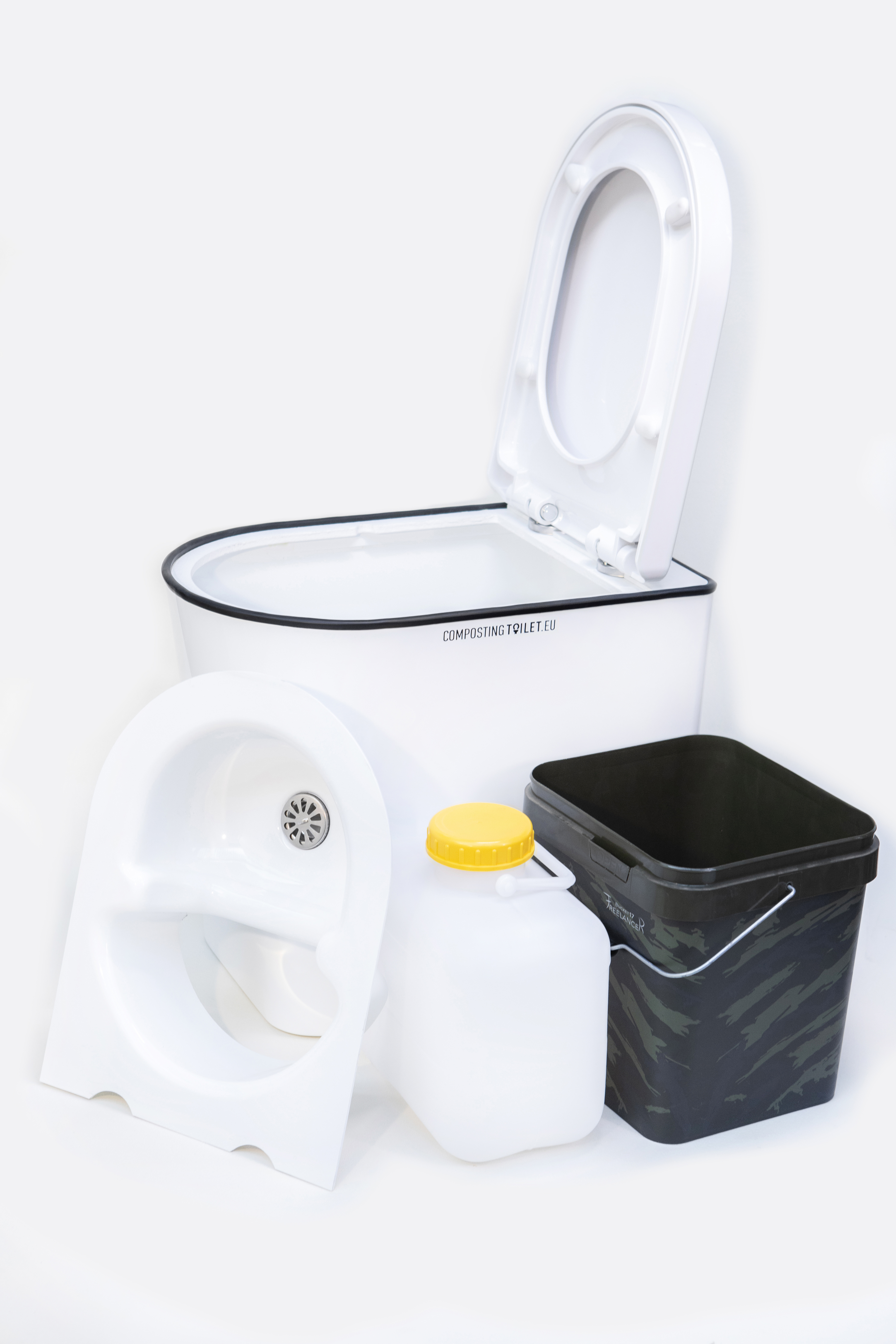
Toaleta kompostująco-separująca do kampera (CompostingToilet.eu)

Toaleta kompostująca – system zmieniający ludzkie odchody w kompost poprzez rozkład materii organicznej. Dokonują tego mikro- i makroorganizmy poprzez rozkład tlenowy, czasem również (niepożądany) rozkład beztlenowy.

## Rodzaje

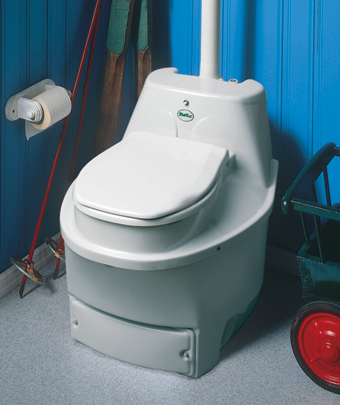
Toaleta samokompostująca firmy Biolet

### Toalety samokompostujące
Toalety samokompostujące dokonują całego procesu na miejscu tzn. wewnątrz muszli.

### System z jednostką centralną
System z jednostką centralną umożliwia odprowadzenie ekskrementów z wielu toalet, z użyciem wody lub bez niej, ewentualnie przy użyciu pompy próżniowej, która umożliwia pompowanie ekskrementów nawet pod górę do jednego kompostownika. Zaletą systemu z jednostką centralną jest mniejsza kłopotliwość w obsłudze – jest ona dużo rzadsza, aniżeli w przypadku toalety samokompostującej, ze względu na dużo większą pojemność samego kompostownika, dzięki temu kompost może się dłużej przetwarzać i napowietrzać, a my obsługujemy go (opróżniamy z gotowego kompostu) mniej więcej dwa razy do roku.

### Clivus Multrum
Niektóre spośród toalet kompostujących mają dużą skrzynię umieszczoną poniżej toalety (w innym pomieszczeniu). Takie toalety ze skrzynią o pochylonym dnie zwane są „Clivus Multrum”. Większość toalet ze skrzynią kompostującą potrzebuje dość sporo miejsca w pomieszczeniu poniżej toalety w porównaniu z tradycyjną kanalizacją, w przypadku domu wolnostojącego znika wówczas zajmujące sporo miejsca i śmierdzące w obsłudze szambo.
Taka toaleta jest najczęściej spotykaną wersją spośród toalet „zrób to sam”.

### Toalety zasuszające
Kompostowanie to proces biologiczny; systemy, które oddzielają urynę i w których dodaje się wapna bądź znaczących ilości popiołu, by ustabilizować patogeny w odchodach, zwane są toaletami zasuszającymi. Nazwa ta bierze się stąd, że proces suszenia i wysoce alkaliczne dodatki mają na celu zniszczenie ewentualnych patogenów. Jest tematem badań i debat, czy zasuszanie, czy też kompostowanie jest skuteczniejszą metodą usuwania patogenów. Badania przeprowadzone w Afryce sugerują, że zasuszone ekskrementy mogą po ponownym nawilżeniu zawierać znaczące ilości patogenów, podczas gdy w przetworzonym kompoście (przetwarzanym ponad rok) nie występują.

### Toalety separujące
W toaletach oddzielających urynę mocz odprowadzany jest z toalety osobnym drenem.
Zalety takiego rozwiązania to:
1. Uryna i ekskrementy trzymane osobno wydzielają znacznie mniejszy fetor niż wymieszane.
2. Proces aerobowy (kompostowanie) następuje dużo szybciej przy kontrolowanej wilgotności (gdy masa kompostująca stanie się nazbyt sucha, proces ulega spowolnieniu).
3. Trzecią zaletą jest fakt, że uryna zawierająca 90 procent azotu i 50 procent fosforu z całości ludzkich ekskrementów jest wolna od patogenów. Oddzielenie pozwala więc na używanie jej jako nawozu – poprzez rozsączanie rurami drenarskimi w ogrodzie (przy roślinach ozdobnych) przy minimalnym ryzyku związanym z obecnością patogenów.

Z powodu powyższych zalet toalety te coraz częściej stosowane są w kamperach i przyczepach kempingowych, gdzie powoli wypierają toalety kasetowe, w których mocz z kałem znajdują się wymieszane w jednej kasecie.
Innym rozwiązaniem pozwalającym na odseparowanie moczu od reszty ścieków komunalnych, są bezwodne pisuary.

### Latryna
W dole latryny można posadzić drzewo bądź krzew.

### Wspomagane elektrycznie
Niektóre spośród produkowanych toalet kompostujących używają prądu, by podgrzać zawartość i tym samym przyspieszyć rozkład; czasem prąd jest użyty do wymuszenia mechanicznego wentylowania kompostownika tak, by proces był na pewno aerobowym, napowietrzenie również znacząco zwiększa aktywność mikrobiologiczną kompostu, a co za tym idzie, przyspiesza proces zamiany fekaliów w nawóz. Proste rozwiązania nie wspomagane elektrycznie wymagają od użytkownika regularnego ręcznego obracania bębna z kompostem, by mógł się on napowietrzyć, ewentualnie dobudowy komina słonecznego (patrz toaleta solarna).
Aby zmniejszyć wydzielanie zapachów, toalety kompostujące mają częstokroć podłączony kanał wywiewny z wentylatorem lub bez niego. Celem dołączenia takiego kanału jest lepsze napowietrzenie zawartości, a także uzyskanie efektu podciśnienia w toalecie, dzięki czemu staje się ona dla użytkującego całkowicie bezwonna.

### Toalety słoneczne
Toalety słoneczne są kolejnym podtypem toalety kompostującej. Przy takiej toalecie montowany jest na południowej stronie budynku kanał wentylacyjny w kolorze czarnym, który na zasadzie komina słonecznego wyciąga powietrze poprzez nasz kompost. Nie ma wówczas potrzeby montowania dodatkowo wentylatora, który miałby taki ciąg powietrza wytworzyć.
Wszystkie toalety kompostujące wymagają w pewnym momencie usunięcia zawartości produktu finalnego. Pełnowymiarowa toaleta kompostująca nie wymaga usuwania kompostu nawet przez kilkadziesiąt lat, jeśli pojemność kompostownika jest minimum trzy razy większa niż nasz roczny wsad. Dzieje się tak, ponieważ odchody w kompostowniku zmniejszają swoją objętość. Po upływie pięciu lat pozostaje 2% z tego, co się tam przed pięcioma laty znalazło. Jest to już zmineralizowana ziemia, której nie da się dalej rozłożyć i jest całkowicie gotowa do użycia w ogrodzie.
Przy mniejszych pojemnikach zawartość musi być usuwana kilka razy w ciągu roku.
Bardzo dobrze jest, gdy pomieszczenie kompostownika jest dość ciepłe, czasem warto jest zaizolować sam kompostownik, wówczas organizmy podczas rozkładu same wytworzą odpowiednią temperaturę, która przyspieszy uzyskanie cennego kompostu.

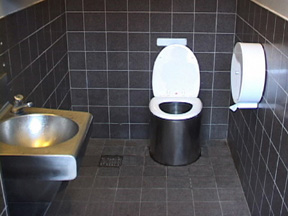
Toaleta kompostująca w publicznej toalecie przy drodze E6 w Szwecji

## Systemy dostępne w sprzedaży
W nieodległej przeszłości kilka spośród dostępnych na rynku systemów toalet zaczęło współzawodniczyć z systemami tradycyjnymi, zastępując je w często używanych toaletach publicznych. Znalazły one bowiem rynek ze względu na swój dużo mniejszy wkład w zanieczyszczanie środowiska, jak i mniejsze zużycie wody pitnej, którą toalety tradycyjne zużywają w ilości większej niż to robimy my sami. Użyta trzy razy dziennie toaleta to 30 litrów wody pitnej wymieszanej z odchodami. Jednym z takich projektów wymiany toalet był trzypiętrowy budynek C.K. Choi Building w University of British Columbia, w którym znajduje się 5 toalet (10 muszli) dla 300 pracowników. Szkoła IslandWood w Bainbridge Island, Wyoming (USA) posiada wyłącznie toalety kompostujące.
Bezwodne, bezwonne toalety kompostujące umożliwiają mieszkanie i funkcjonowanie tam, gdzie dostęp do wody jest czasowo niemożliwy. Przykładem tego może być południowa Hiszpania, gdzie przynajmniej jedna toaleta kompostująca na domostwo umożliwiałaby normalne funkcjonowanie w okresach suszy.
Z tego samego powodu toalety tego typu zyskują coraz większą popularność w Australii, gdzie brak wody pitnej nakazuje rozumne jej używanie.

## Proces kompostowania i jego produkty

Procentowy zanik objętości kompostu w czasie rozkładu w skali 5 lat

Proces przemiany ludzkich odchodów w kompost jest osiągany poprzez dodanie materiałów umożliwiających ich napowietrzanie. Mogą to być: słoma, kora drzewna, odpady kuchenne (takie jak mięso, kości, obierki z warzyw i owoców, skorupki jaj itp.) czy pozostałe z ogrodu liście i odpady, takie jak skoszona trawa. Kompostowanie na bezpieczny w użyciu i pełnowartościowy kompost zajmuje od 3 miesięcy do kilku lat w zależności od klimatu, temperatury wewnątrz kompostownika i samego systemu kompostującego. Najczęściej rozkład do w pełni zmineralizowanego kompostu trwa 4 do 6 lat. W krajach takich jak Szwecja dopuszcza się użycie w rolnictwie moczu po oddzieleniu go w toalecie kompostującej i po składowaniu przez pół roku, w którym to czasie ulega on procesowi nitryfikacji zmieniającym go w bezwonny i wolny od bakterii płynny nawóz.

## Problemy zdrowotne i estetyczne
Zetknięcie się z nieodpowiednio lub niecałkowicie skompostowanymi ludzkimi odchodami może być niebezpieczne, ponieważ mogą one zawierać bakterie i inne patogeny związane z chorobami ludzkimi. Z tego powodu kompost z odchodów ludzkich nie powinien być używany jako nawóz bez uprzedniego upewnienia się, że jest on całkowicie przetworzony. W trakcie kompostowania masa powinna osiągnąć temperaturę około 40-50 stopni Celsjusza. Centrum Technologii Alternatywnej z Walii zaleca, by w klimacie umiarkowanym, takim jak w Polsce, gdzie prawdziwy rozkład przez bakterie ciepłolubne może nie nastąpić, ludzkie odchody były trzymane w kompostowniku przez co najmniej rok, by można było mieć pewność, że nastąpił całkowity rozkład odchodów. Centrum to zaleca również nieużywanie nawozu z ludzkich odchodów bezpośrednio przy warzywach, takich jak sałata, która rośnie przy ziemi, dopuszczając użycie go do nawożenia krzewów oraz drzew owocowych.
W krajach rozwiniętych toalety kompostujące uważane są za mało estetyczne i odpychające, ze względu na możliwe ryzyko zdrowotne i problemy estetyczno-higieniczne. Jednak dopóki użytkownik toalety kompostującej używa jednocześnie zdrowego rozsądku, dopóty prawdziwe ryzyko związane z używaniem toalety kompostującej jest takie samo, jak przy jakiejkolwiek innej sytuacji, gdzie mamy do czynienia z odchodami ludzkimi (np: przy zmianie pieluchy u niemowlaka, myciu okolicy pośladkowej czy używaniu normalnej toalety spłukiwanej wodą). Edukacja i informowanie ludzi o tym, że używanie toalet kompostujących jest całkowicie bezpieczne, stanowi ważny czynnik na drodze uzyskania akceptacji dla tej technologii w krajach rozwiniętych. Toalety dziś uznawane za tradycyjne, czyli spłukiwane wodą, w momencie ich wejścia na rynek budziły równie duże obawy jak te, które mamy dziś wobec toalet kompostujących.

## Producenci
- Advanced Composting Systems LLC
- Biolet
- Biolytix
- Biosun
- Clivus Multrum
- EcoTech Carousel
- Ecoflo Water Management
- Enviro Loo
- Envirolet
- Envirolet (Canada)
- MullToa Waterless Composting Toilets
- Nature-loo
- Nature's Head
- Separett
- Sunfrost
- Sun-Mar